# Christifideles laici
Christifideles laici è un'Esortazione apostolica post-sinodale del papa Giovanni Paolo II, firmata a Roma il 30 dicembre 1988 come riassunto e compendio della dottrina sorta dal Sinodo dei vescovi del 1987 sul tema "Vocazione e missione dei laici nella chiesa e nel mondo".
Nel proliferare di Associazioni e movimenti cattolici che si è avuto nel periodo del Concilio e seguente ad esso, l'importanza del documento sta nell'indicare le strade maestre della partecipazione dei laici nella vita della chiesa, e in particolare indica i necessari criteri di ecclesialità (n. 30) per i movimenti e le associazioni di fedeli.

## Schema
- Introduzione (1-7)
- Cap. I - Io sono la vite, voi i tralci - La dignità dei fedeli laici nella Chiesa-Mistero (nn. 8-17)
- Cap. II - Tutti i tralci dell'unica vite - La partecipazione dei fedeli laici alla vita della Chiesa-Comunione (nn. 18-31)
- Cap. III - Vi ho costituiti perché andiate e portiate frutto - La corresponsabilità dei fedeli laici nella Chiesa-Missione (nn. 32-44)
- Cap. IV - Gli operai della vigna del Signore - Buoni amministratori della multiforme grazia di Dio (nn. 45-56)
- Cap. V - Perché portiate più frutto - La formazione dei fedeli laici (nn. 57-64)